# Moog Satellite
Moog "Satellite" è un modello di sintetizzatore monofonico costruito dalla MOOG, è provvisto di un singolo VCO prodotto dal 1974 al 1979.
I suoni preset sono: brass, reeds, strings, bell e il nuovo lunar sound. La tastiera è di 37 note ed i preset sono selezionabili dagli interruttori posizionati sotto i tasti. Nella parte sinistra sono posizionati i controlli della modulazione, pitch e filtro, l'involucro esterno è di legno conferendogli un sapore vintage. Fu utilizzato da vari musicisti tra cui Vangelis e Goblin.